# Lindenallee (Tübingen)

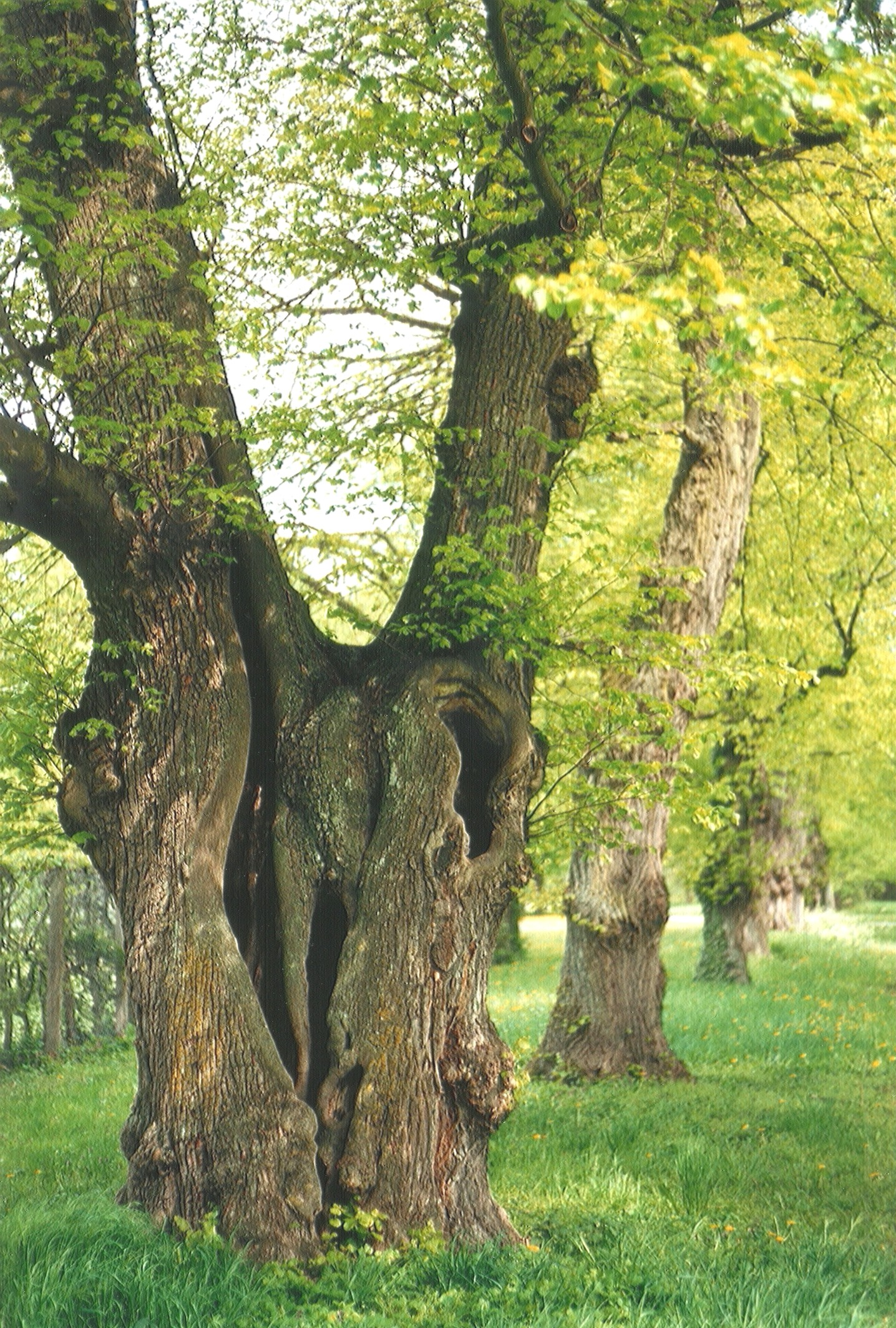
Alte Linde in der Tübinger Lindenallee

Die Lindenallee ist die älteste Baumanlage Tübingens. Sie befindet sich im westlichen Teil der Südstadt zwischen dem Wildermuth-Gymnasium und den Sportanlagen des SV 03 Tübingen auf dem sogenannten „Oberen Wöhrd“. Ursprünglich erstreckte sie sich vom Hirschauer Steg, der heutigen Alleenbrücke, bis zur Markungsgrenze Weilheims. Sie wurde durch den Bau der Ammertalbahn, zweier Verkehrsstraßen und später einer Umgehungsstraße im Laufe des Zwanzigsten Jahrhunderts an mehreren Stellen unterbrochen und in ihrer Gesamtheit zerstört. Von der anfänglichen Allee ist noch etwa die Hälfte erhalten, jedoch stehen dort nur noch wenige der ältesten Baumriesen.
Die Anlage der Allee geht auf das Jahr 1508 zurück, als die Stadt Tübingen die Bäume, mit denen die Zugänge zu den damaligen Lehrgebäuden rund um die Stiftskirche verschönert werden sollten, ihrer Universität zum Geschenk machte.

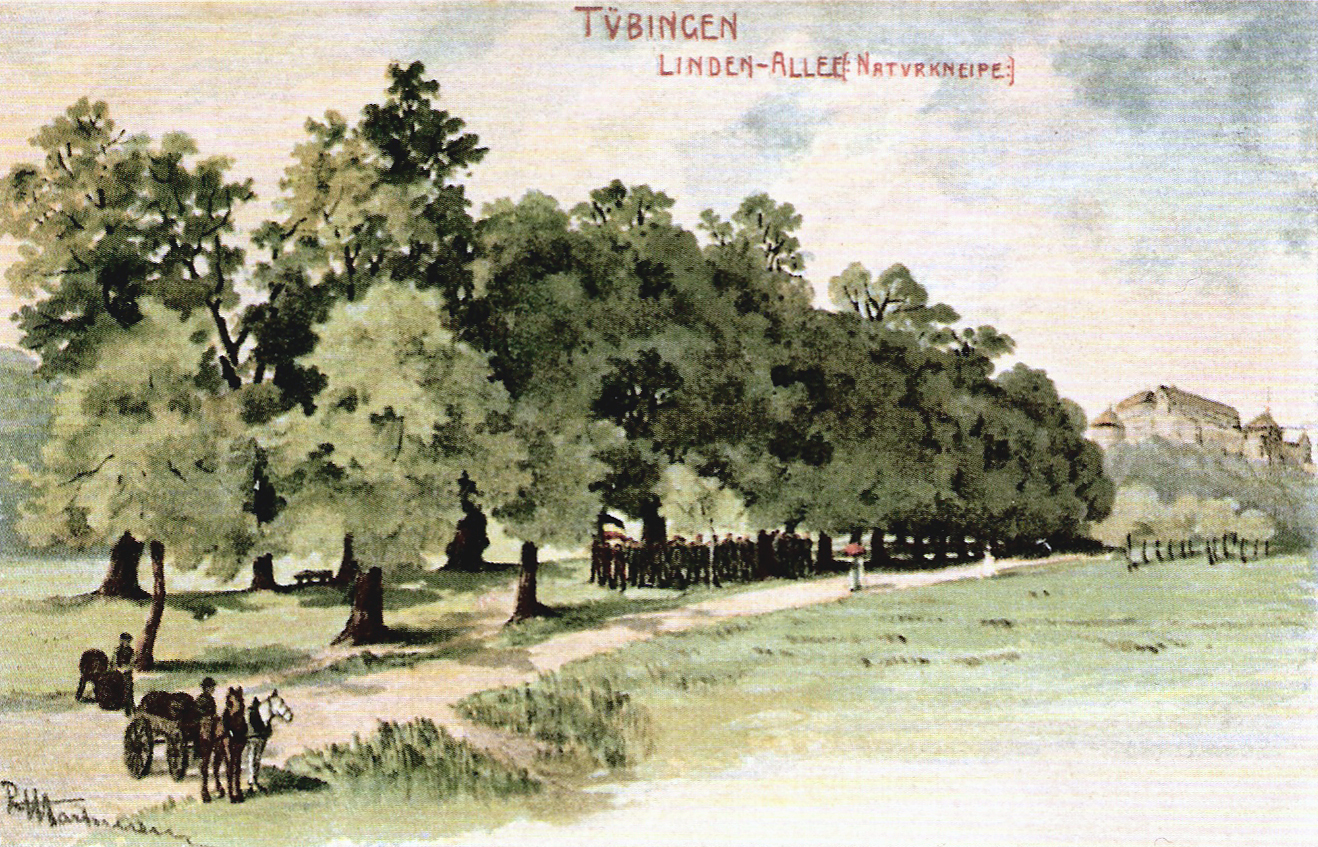
„Naturkneipe“ Lindenallee um 1900 (von Reinhold Julius Hartmann)

Die alte Lindenallee war nicht nur eine beliebte Promenade, sondern war auch Schauplatz zahlreicher „Naturkneipen“ der Tübinger Verbindungsstudenten. Alljährlich am Fronleichnamstag zog zuerst die Tübinger Königsgesellschaft Roigel in die Allee. Im Schatten der Bäume ließ sie dort ein mit Bier gefülltes Trinkhorn kreisen, und alle Passanten waren zum Mitfeiern eingeladen.
Auf einer Sitzung des Stadtrats am 19. Dezember 1908 wurde im Zusammenhang mit der Trassenführung der Ammertalbahn von Tübingen nach Herrenberg einem auf die Schonung der schönen alten Lindenbäume dringenden Bürgerausschussmitglied vom Ratsvorsitzenden eröffnet, man wolle „dem dortigen Baumbestand alle nur mögliche Schonung angedeihen lassen, schließlich dürfe man aber doch auch in der Erhaltung alter Bäume nicht zu weit gehen, wenn wichtigere, auf viele Jahrzehnte hinaus vorliegende Interessen dem entgegenständen.“ 
Vehement wiesen der Oberbürgermeister Hermann Haußer und die Gemeinderäte auf einer Sitzung am 9. Januar 1909 die Forderungen Prof. Konrad Langes im Auftrag der Tübinger Universität zurück, der sich im Rahmen des sogenannten Alleengezänks zu einer geharnischten Stellungnahme herausgefordert gesehen hatte. Er warf der Stadtverwaltung eine Informationen verschleppende, ja gar unterschlagende Politik vor. Letztlich wurde die Bahnlinie, die die alte Allee im Norden verkürzt, 1910 fertiggestellt. Zum Ausgleich wurden mehrere neue Alleen in dem Gebiet gepflanzt, darunter die Neue Lindenallee (heute "Jahnallee"). 
1911 wurden mit der Herausnahme des Verkehrs Maßnahmen zum Schutz der Alten Lindenallee ergriffen. 1933 folgten dann weitere Pflegemaßnahmen, vor allem baumchirurgische Eingriffe und Nachpflanzungen abgegangener Bäume. Allerdings musste rund ein Drittel der Allee 1979 für den Bau der Umgehungsstraße B 28 geopfert werden.
Wie viele Linden aus der ersten Generation heute noch vorhanden sind, lässt sich schwer sagen: Bestenfalls zwölf, wahrscheinlich aber nur fünf.